# Ontario (Wisconsin)

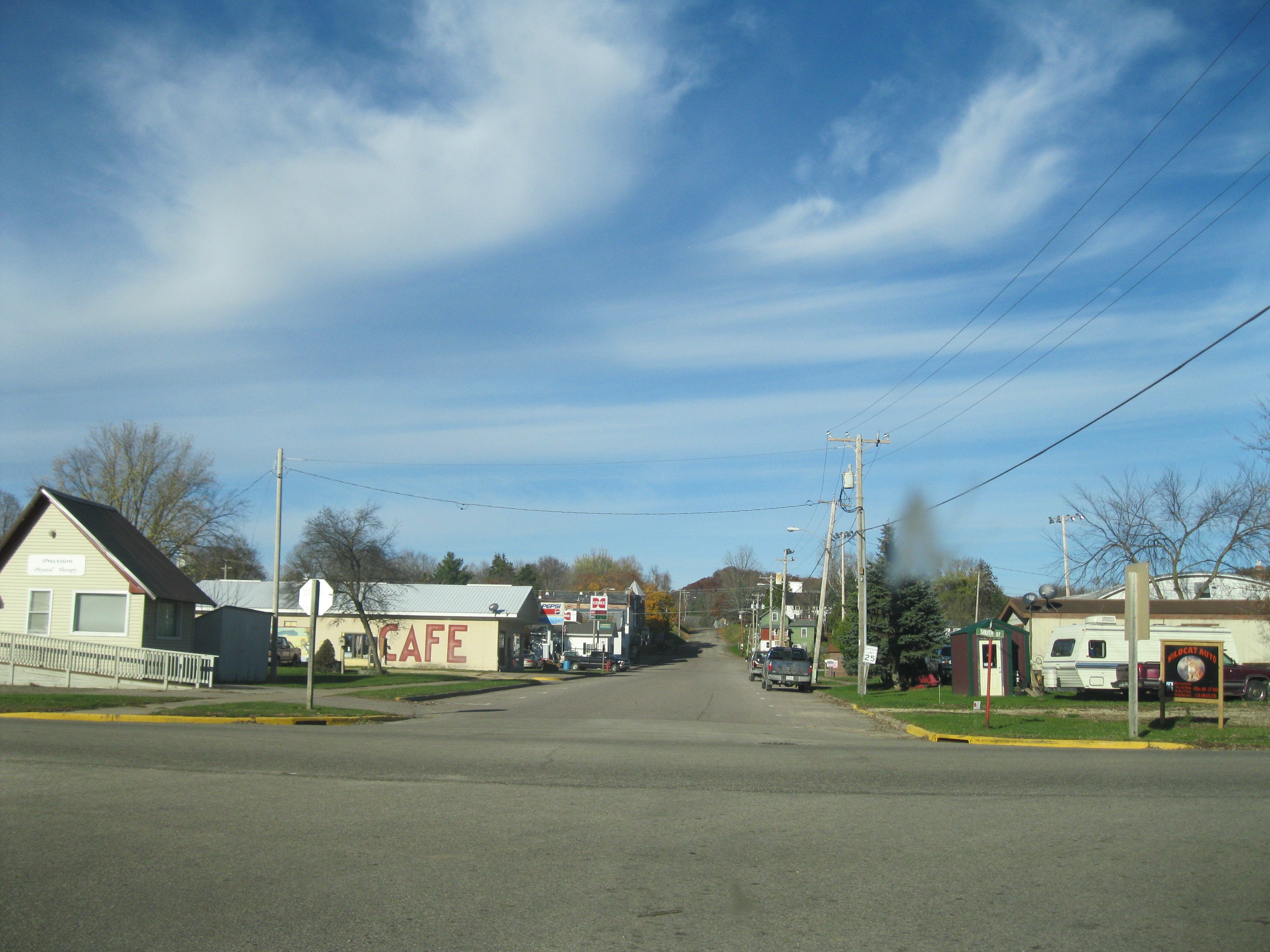
Commercial district in Ontario, Wisconsin

Ontario ist eine Gemeinde (mit dem Status „Village“) im Vernon County im US-amerikanischen Bundesstaat Wisconsin. Im Jahr 2010 hatte Ontario 554 Einwohner.

## Geografie
Ontario liegt im Südwesten Wisconsins am Kickapoo River, einem rechten Nebenfluss des in den Mississippi mündenden Wisconsin River. Der am Mississippi gelegene Schnittpunkt der drei Bundesstaaten Minnesota, Iowa und Wisconsin befindet sich 73,7 km südwestlich.
Ontario liegt in der Driftless Area genannten eiszeitlich geformten Region, die sich über das südöstliche Minnesota, das südwestliche Wisconsin, das nordöstliche Iowa und das äußerste nordwestliche Illinois erstreckt. Bei der letzten Eiszeit, der sogenannten Wisconsin Glaciation, blieb die Region eisfrei, sodass sich die Flusstäler auch während dieser Zeit tiefer in das Plateau einschneiden konnten.
Die geografischen Koordinaten von Ontario sind 43°43′33″ nördlicher Breite und 90°35′29″ westlicher Länge. Das Gemeindegebiet erstreckt sich über eine Fläche von 2,62 km².
Nachbarorte von Ontario sind Norwalk (14,2 km nördlich), Wilton (12,5 km nordöstlich), Kendall (22,4 km ostnordöstlich), Hillsboro (25,7 km ostsüdöstlich), La Farge (20,3 km südsüdwestlich) und Cashton (16,6 km westlich).
Die nächstgelegenen Großstädte sind Green Bay am Michigansee (273 km ostnordöstlich), Wisconsins größte Stadt Milwaukee (270 km ostsüdöstlich), Wisconsins Hauptstadt Madison (154 km südöstlich), Rockford in Illinois (273 km südsüdöstlich), die Quad Cities in Illinois und Iowa (285 km südlich), Cedar Rapids in Iowa (282 km südsüdwestlich), Rochester in Minnesota (185 km westnordwestlich) und die Twin Cities in Minnesota (301 km nordwestlich).

## Verkehr
Im Zentrum von Ontario kreuzen der in Nord-Süd-Richtung verlaufende Wisconsin State Highway 131 und der von West nach Ost führende Wisconsin State Highway 33. Alle weiteren Straßen sind untergeordnete Landstraßen, teils unbefestigte Fahrwege sowie innerörtliche Verbindungsstraßen.
Die nächsten Flughäfen sind der La Crosse Regional Airport (70,8 km westnordwestlich), der Rochester International Airport in Rochester, Minnesota (182 km westlich) und der Dane County Regional Airport in Madison (155 km südöstlich).

## Bevölkerung
Nach der Volkszählung im Jahr 2010 lebten in Ontario 554 Menschen in 210 Haushalten. Die Bevölkerungsdichte betrug 211,5 Einwohner pro km². In den 210 Haushalten lebten statistisch je 2,64 Personen.
Ethnisch betrachtet setzte sich die Bevölkerung zusammen aus 88,3 Prozent Weißen, 1,3 Prozent amerikanischen Ureinwohnern, 1,1 Prozent Asiaten sowie 7,8 Prozent aus anderen ethnischen Gruppen; 1,6 Prozent stammten von zwei oder mehr Ethnien ab. Unabhängig von der ethnischen Zugehörigkeit waren 14,8 Prozent der Bevölkerung spanischer oder lateinamerikanischer Abstammung.
31,9 Prozent der Bevölkerung waren unter 18 Jahre alt, 50,6 Prozent waren zwischen 18 und 64 und 17,5 Prozent waren 65 Jahre oder älter. 52,2 Prozent der Bevölkerung war weiblich.
Das mittlere jährliche Einkommen eines Haushalts lag bei 30.521 USD. Das Pro-Kopf-Einkommen betrug 14.933 USD. 30,1 Prozent der Einwohner lebten unterhalb der Armutsgrenze.